# Adolphe Quetelet
Lambert Adolphe Jacques Quetelet (22. února 1796 – 17. února 1874) byl belgický astronom, matematik, statistik a sociolog. Založil a řídil Bruselskou Observatoř a měl vliv na zavedení statistických metod do společenských věd. Je po něm pojmenován kráter Quetelet na odvrácené straně Měsíce.

## Život a vzdělání
Lambert Adolphe Jacques Quetelet se narodil v Gentu, v Belgii, v únoru roku 1796. Studoval na lyceu v Gentu, kde v roce 1815 začal učit matematiku ve věku 19 let. Roku 1819 přešel do veřejné knihovny v Bruselu a ve stejném roce dokončil svoji disertační práci (De quibusdam locis geometricis, necnon de curva focal – O nových vlastnostech ohniskové vzdálenosti a jiných křivkách). V roce 1820 se stal členem belgické Královské akademie. Přednášel v muzeu vědy a písemnictví na Belgické vojenské škole. Jeho výzkum zahrnoval mnoho různých vědeckých disciplín: meteorologii, astronomii, matematiku, statistiku, demografii, sociologii, kriminologie a historii vědy. Markantně přispěl k vývoji vědy, napsal ale také několik monografií zaměřených na širokou veřejnost. Založil Belgickou Observatoř, založil nebo spoluzaložil několik národních i mezinárodních statistických společností a vědeckých časopisů a předsedal několika prvním Mezinárodním statistickým kongresům. Quetelet byl liberál a antiklerik, ale nebyl ateista nebo materialista, ani socialista. V roce 1855 byl Quetelet zasažen mrtvicí, což zredukovalo, nikoli však ukončilo, jeho vědeckou práci. Zemřel v Bruselu 17. února 1874.
Quetelet obdržel doktorát z matematiky v roce 1819 na universitě v Gentu. Krátce nato se tento mladý muž vydal přesvědčit vládu a soukromé sponzory, aby postavili astronomickou observatoř v Bruselu, a roku 1828 uspěl.

## Sociologie
Nově založené vědy pravděpodobnost a statistika byly tehdy převážně užívány v astronomii, jako nástroj pro určování odchylek a chyb pro metodu nejmenších čtverců. Quetelet byl mezi prvními, kteří navrhli jejich použití na sociální vědy. Jeho záměrem bylo něco, co nazýval „sociální fyzika“. Chtěl porozumět, jak fungují statistická pravidla na takových jevech, jako je kriminalita, počet uzavřených sňatků nebo počet sebevražd. Záměrem bylo dokázat závislost těchto proměnných na ostatních sociálních faktorech. Tyto názory byly poněkud kontroverzní mezi ostatními vědci jeho doby.
V období let 1830 až 1850 zavedl Quetelet pojem index tělesné hmotnosti používaný dodnes pro stanovení míry obezity a známý pod zkratkou BMI.

## Kriminologie
Quetelet měl velký význam pro kriminologii. Společně s Andre-Michel Guerrym pomohl zavést statistické techniky do kriminalistiky. Pomocí statistické analýzy porozuměl Quetelet vztahu mezi zločinem a ostatními sociologickými faktory. Jeho výzkumy vykazovaly silnou závislost mezi věkem a zločinem stejně jako mezi pohlavím a zločinem. Ostatní faktory, které objevil, byly prostředí, chudoba, vzdělání a alkohol.